# Jonas de Geus
Jonas de Geus (Amsterdã, 29 de abril de 1998) é um jogador de hóquei sobre a grama neerlandês.

## Carreira
De Geus começou a jogar hóquei no Almere, onde passou por todas as categorias de base até estrear no time principal. Em abril de 2019, ele anunciou que deixaria o Almere no final da temporada. Um mês depois, ele assinou um contrato de quatro anos no Kampong. Na temporada 2022–23, ele ganhou o Golden Stick como o melhor jogador da temporada.
Em novembro de 2016, de Geus foi selecionado para a Copa do Mundo Júnior de 2016, onde a equipe terminou em sétimo. Ele fez sua estreia pela seleção principal aos 18 anos em uma partida de teste contra a África do Sul em 2017. Ele fez parte da equipe holandesa que conquistou a medalha de prata na Copa do Mundo de 2018. Em junho de 2019, ele foi selecionado na seleção da Holanda para o Campeonato EuroHockey de 2019. Eles ganharam a medalha de bronze ao derrotar a Alemanha por 4 a 0. Ele foi nomeado o jogador sub-21 do torneio. Em dezembro de 2019, ele foi indicado ao prêmio FIH Rising Star of the Year.
Nos Jogos Olímpicos de Verão de 2024, em Paris, conquistou a medalha de ouro no torneio masculino do hóquei sobre a grama, após vencer na final confronto contra a equipe alemã por pênaltis.